# Marie Louise Coleiro Preca

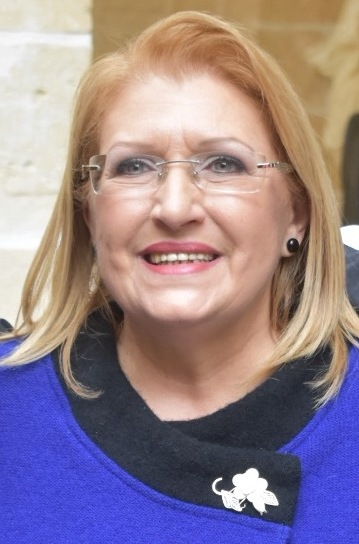
Marie Louise Coleiro Preca

Marie Louise Coleiro Preca (* 7. Dezember 1958 in Qormi) ist eine maltesische Politikerin der Partit Laburista und war vom 4. April 2014 bis zum 4. April 2019 Präsidentin ihres Landes.

## Leben
Coleiro Preca entstammt einer römisch-katholischen Familie und studierte an der Universität Malta. Seit 1998 war sie Abgeordnete im Repräsentantenhaus von Malta. Vom 11. März 2013 bis 29. März 2014 war sie Familienministerin in Malta. Am 4. April 2014 wurde sie als Nachfolgerin von George Abela Staatspräsidentin. Sie ist verheiratet und hat ein Kind.

## Orden und Ehrenzeichen
- 2014:  Companion of Honour des National Order of Merit (K.U.O.M.)
- 2015:  Honorary Dame Grand Cross des Order of St Michael and St George (G.C.M.G.)[1]
- 2015:  Sonderstufe des Großkreuzes des Bundesverdienstkreuzes
- 2017:  Großkreuz mit Ordenskette des Verdienstordens der Italienischen Republik
- 2017:  Orden des Fürsten Jaroslaw des Weisen
- 2018:  Großkreuz mit Collane des Ordens des Infanten Dom Henrique